# Ingeborg Auer
Ingeborg Auer (* 1952) ist eine österreichische Klimawissenschaftlerin. Sie erlangte Bekanntheit u. a. für ihre Arbeit am Projekt HISTALP.

## Leben
Auer stammt aus Velden am Wörthersee. Sie studierte von 1970 bis 1975 am Institut für Meteorologie und Geophysik der Universität Wien, das sie mit einer Arbeit „Zur Chronik und Synoptik in den österreichischen Südalpenländern“ mit dem Dr. phil. abschloss. Ab dem Jahr 1975 arbeitete Auer an der Zentralanstalt für Meteorologie und Geodynamik. Im Jahr 2001 wurde sie dort die Leiterin der Abteilung für Klimatologische Landesaufnahme und Hydroklimatologie. Im Jahr 2009 wurde sie die Leiterin der Abteilung für Klimaforschung. Im Jahr 2016 ging sie in den Ruhestand.

## Wirken
Zu den Schwerpunkten der Arbeit Auers gehörte der Aufbau hochwertiger Datensätze für die Klimaforschung, insbesondere im Bereich der Homogenisierung. So entstand unter ihrer Leitung gemeinsam mit Reinhard Böhm die HISTALP-Klimadatenbank für den Alpenraum, die weltweit zu den langfristigsten und hochwertigsten Klimadatensätzen zählt. Der Blick in die auf ihrer Arbeit beruhenden Klimadaten zeigt, dass die Klimazonen in den Alpen im Rahmen des Klimawandels seit 1800 deutlich nach oben gewandert sind: In Gebieten wo früher in den Bergen das ganze Jahr über Schnee lag, befindet sich nun Grasland, wo sich Gras befand, wächst heute oftmals Wald.

## Veröffentlichungen (Auswahl)
- Ingeborg Auer u. a. (2005). Sensitivity of frost occurrence to temperature variability in the European Alps. International Journal of Climatology, 25(13), 1749–1766. doi:10.1002/joc.1217
- Ingeborg Auer u. a. (2007). HISTALP — historical instrumental climatological surface time series of the Greater Alpine Region. International Journal of Climatology, 27(1), 17–46. doi:10.1002/joc.1377
- Anders Moberg u. a. (2006). Indices for daily temperature and precipitation extremes in Europe analyzed for the period 1901–2000. Journal of Geophysical Research: Atmospheres, 111(D22). doi:10.1029/2006JD007103